# AD Guarabira
AD Guarabira is een Braziliaans voetbalclub uit Guarabira in de staat Paraíba. 

## Geschiedenis
De club werd op 2 mei 2005 opgericht en is de opvolger van Guarabira EC, dat een jaar eerder failliet ging. Om zich ervan te onderscheiden wordt de club ook wel Desportiva Guarabira genoemd. De club speelde in de hoogste klasse van het Campeonato Paraibano van 2006 tot 2008 en daarna opnieuw van 2010 tot 2011. 